# Операција Анфал
Операција ел Анфал (арап. حملة الأنفال; курдски: Şallawî Enfal) је била анти курдска кампања, коју је водио ирачки режим Садама Хусеина између фебруара и септембра 1988. (током, и непосредно након Ирачко-иранског рата). Кампања је добила име по сури Ал-Анфал из Курана, коју је режим користио као кодно име за серију војних кампања против пешмерга побуњеника, као и против махом курдског цивилног становништва јужног Курдистана.

## Кампања
Операција Анфал, која је започела у фебруару, и трајала је до септембра 1988, је однела десетине хиљада живота цивила, углавном у руралним областима Курдистана. Хјуман рајтс воч процењује да је убијено између 50.000 и 100.000 људи, а такође цитира и курдске изворе који број жртава процењују на 182.000.  Амнести интернашонал је сакупио имена више од 17.000 људи који су нестали током 1988. 
Кампању је водио Али Хасан ел Мађид, рођак ирачког вође Садама Хусеина. Кампања Анфал је укључивала копнене офанзиве, бомбардовања из ваздуха, систематско уништавање насеља, масовне депортације, концентрационе логоре, стрељања, хемијско ратовање, што је ел Мађиду донело надимак "Хемијски Али".

### Арабизација
"Арабизација," још један важан елемент операције ел Анфал, је била тактика коју је Садамов режим користио да истера курдске породице из њихових домова у градовима попут Киркука, који су били значајни због нафтних поља. У операцији Анфал је у значајној мери вршен трансфер становништва, најзначајније у Киркуку. Садамов режим је изградио неколико институција за јавни смештај у Киркуку, у процесу арабизације, премештајући сиромашне Арапе са југа Ирака у Киркук, намамивши их јефтиним смештајем.
Ирачки Курди данас гаје изразито негативна осећања према Арапима који још увек живе у овим насељима, јер их виде као препреку признању Киркука за курдски град (и регионално седиште), у Курдској аутономној области. Многи Курди верују да како је Садамова арабизација била облик етничког чишћења, њима би требало да буде допуштено да пониште овај процес, сада када је Садамов режим свргнут, тако што би избацили оне Арапе који су се доселили на север кроз Садамове програме.

## Геноцид
Геноцид се по Женевској конвенцији из 1948. дефинише као „дела учињена са намером да се уништи, у целости или делимично, национална, етничка, расна или религиозна група“. Курди се увек односе према ел Анфалу као према геноциду.
Децембра 2005, суд у Хагу је пресудио да је убијање хиљада Курда у Ираку током осамдесетих година двадесетог века, акт геноцида.  Овај суд је објавио да сматра да је „правно и убедљиво доказано да курдско становништво задовољава услове по конвенцијама о геноциду, као етничка група. Суд нема други закључак, осим да су ови напади били почињени са намером да се уништи курдско становништво Ирака“.

## Цифре
Током операције Анфал, ирачка влада је:
- уништила око 4.000 села у ирачком Курдистану „[https://web.archive.org/web/20050101091216/http://www.findarticles.com/p/articles/mi_m2267/is_1_70/ai_102140955/pg_7 Архивирано] на веб-сајту  (1. јануар 2005)  * убила приближно 182.000 мушкараца, жена и деце [http://www.findarticles.com/p/articles/mi_m2267/is_1_70/ai_102140955/pg_7”. line feed character у |title= на позицији 185 (помоћ); Спољашња веза у |title= (помоћ); Сукоб URL—викивеза (помоћ) Архивирано на веб-сајту  (1. јануар 2005)
- уништила 1.754 школа, 270 болница, 2.450 џамија, 27 цркава
- збрисала око 90% циљаних курдских села .